# Faigão-rola
Faigão-rola ou faigão-antárctico (nome científico: Pachyptila desolata) é uma espécie de ave marinha da família Procellariidae.

## Taxonomia
A espécie integra o gênero Pachyptila, juntamente com o petrel-azul e o príon. Os três fazem parte da família Procellariidae e da ordem Procellariiformes. São pequenos e normalmente comem apenas zooplâncton; no entanto, como um membro dos Procellariiformes, compartilham certas características de identificação. Primeiro, possuem passagens nasais que se ligam ao bico superior, chamadas naricórnios - embora as narinas do príon fiquem no topo do bico superior. Os bicos dos Procellariiformes também são únicos por serem divididos em sete a nove placas córneas. Eles produzem um óleo estomacal composto de ésteres de cera e triglicerídeos que é armazenado no proventrículo. Isso pode ser borrifado de suas bocas como uma defesa contra predadores e como uma fonte de alimento rica em energia para filhotes e adultos durante seus longos voos. Por fim, possuem também uma glândula de sal que fica situada acima da passagem nasal e ajuda a dessalinizar seus corpos, devido à grande quantidade de água do mar que ingerem.

### Subespécies
O faigão-rola possui três subespécies:
- Pachyptila desolata desolata, presente nas Ilhas Crozet, nas Ilhas Kerguelen e na Ilha Macquarie;[9]
- Pachyptila desolata altera, presente na Ilha Heard e Ilhas McDonald e nas Ilhas Auckland;[9]
- Pachyptila desolata banksi, presente na Geórgia do Sul, nas Ilhas Geórgia do Sul e Sandwich do Sul e Ilha Scott.[9]

## Etimologia
Pachyptila origina-se das palavras gregas "pakhus" e "ptilon". Desolatus é o latim para "abandonado" ou "desolado". Isso se refere à desolada região da Antártica onde vive. Também da língua grega, príon vem da palavra priōn, que significa "uma serra", em referência às bordas serrilhadas de seu bico.

## Descrição
Sua envergadura varia entre 17–20 cm (6,7–7,9 pol), enquanto o comprimento do corpo é de 28 cm (11 pol). Como todos os príons, suas partes inferiores são brancas e as superiores são cinza-azuladas, com um "m" escuro nas costas até as pontas das asas. Tem uma sobrancelha branca, bico cinza-azulado e pés azuis. Também tem uma cauda cinza em forma de cunha com uma ponta preta. Em suas asas, seus abrigos maiores são quase pretos.

## Comportamento

### Dieta
Como todos os príons, se alimenta principalmente do zooplâncton, que obtém ao filtrar a água em seu bico superior.

### Reprodução

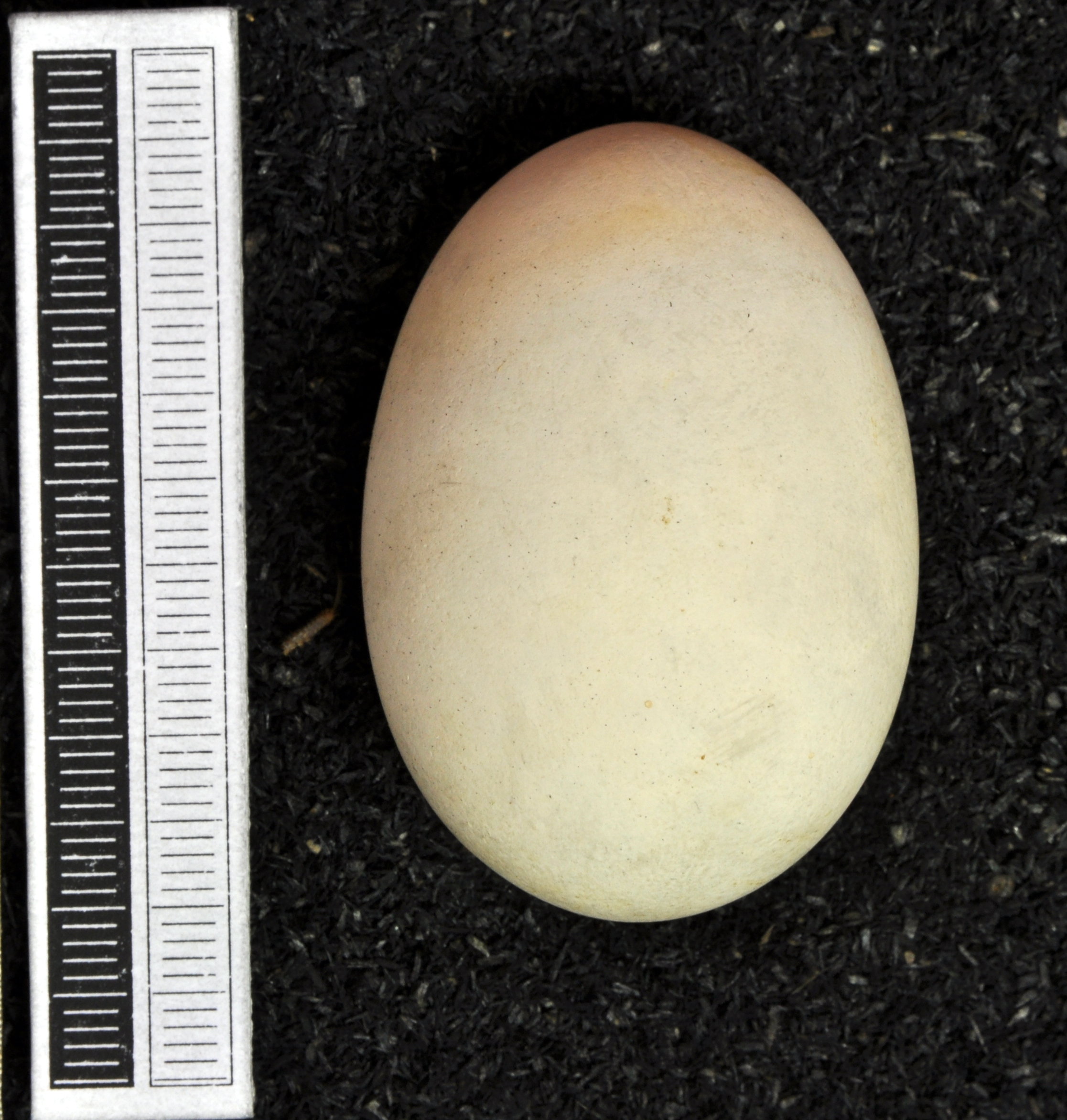
Ovo do faigão-rola, Museu de Wiesbaden

A espécie nidifica em colônias e prefere as ilhas no Oceano Antártico. Ambos os sexos auxiliam na construção do ninho, bem como na incubação do único ovo e na criação do filhote.

## Alcance e habitat
Pode ser encontrada nas Ilhas Crozet, nas Ilhas Kerguelen, na Ilha Macquarie, na Ilha Heard e Ilhas McDonald, nas Ilhas Auckland, na Geórgia do Sul, nas Ilhas Geórgia do Sul e Sandwich do Sul e na Ilha Scott.
Tem uma faixa de ocorrência de 76 600 000 km2 (30 000 000 sq mi) e uma população de pássaros adultos estimada em 50 milhões.

## Conservação
Em 2018, a União Internacional para a Conservação da Natureza (IUCN) a considerou uma "espécie pouco preocupante". A IUCN observou que ainda que sua população esteja diminuindo, não se trata de um declínio considerável, sendo que o tamanho de sua população e seu alcance são extremamente grandes. A avaliação de "espécie pouco preocupante" foi aferida em todos os registros anteriores.